# مزرعه خوکند
مزرعه خوکند یک منطقهٔ مسکونی در ایران است که در دهستان قره‌چمن واقع شده‌است. مزرعه خوکند ۱۳ نفر جمعیت دارد.